# Theridula sexpupillata
Theridula sexpupillata är en spindelart som beskrevs av Cândido Firmino de Mello-Leitão 1941. 
Theridula sexpupillata ingår i släktet Theridula och familjen klotspindlar. Inga underarter finns listade i Catalogue of Life.